# Christmas Story
Série A Christmas Story
A Christmas Story 2
(2012)
Série The Parker Family Saga
The Great American Fourth of July and Other Disasters
(1982) The Star-Crossed Romance of Josephine Cosnowski
(1985)
Pour plus de détails, voir Fiche technique et Distribution.
Christmas Story (A Christmas Story  en version originale, Une histoire de Noël au Québec) est un film de Noël américano-canadien réalisé par Bob Clark, sorti en 1983.
C'est un grand classique des fêtes de Noël aux États-Unis, où il est rediffusé chaque année. Empreint d'un humour décalé, parfois burlesque lorsque Ralphie se met à rêver éveillé, mais aussi d'une nostalgie heureuse (la voix du narrateur qui revit son enfance), A Christmas Story est probablement l'un des films qui reflètent l'esprit véritable de Noël.

## Synopsis
Aux États-Unis dans les années 1940, à Hammond (Indiana), le jeune Ralphie, âgé de 9 ans, cherche par tous les moyens à convaincre ses parents de lui offrir pour Noël le cadeau de ses rêves : la fameuse « carabine à double action de Red Ryder ». Et s'ils pensent qu'il pourrait se blesser avec un tel jouet, alors il ne reste plus qu'à convaincre le Père Noël en personne.

## Fiche technique
- Titre : Christmas Story
- Titre original : A Christmas Story
- Réalisation : Bob Clark
- Scénario : Jean Shepherd (en), Leigh Brown & Bob Clark d'après le roman de Jean Shepherd (en), In God we trust, all others pay cash
- Musique : Paul Zaza & Carl Zittrer
- Photographie : Reginald H. Morris
- Montage : Stan Cole
- Production : Bob Clark & René Dupont
- Société de production et de distribution : Metro-Goldwyn-Mayer
- Pays :  États-Unis,  Canada
- Langue : Anglais
- Format : Couleur - Mono - 1.85:1
- Genre : Comédie
- Durée : 94 min
- Dates de sortie :
  - États-Unis : 18 novembre 1983
  - Canada : 18 novembre 1983
  - France : 28 novembre 1984

## Distribution
- Peter Billingsley (VF : Jackie Berger) : Ralphie Parker
- Darren McGavin (VF : Georges Aminel) : M. Parker
- Melinda Dillon (VF : Martine Messager) : Mme Parker
- Ian Petrella (en) : Randy Parker
- Scott Schwartz (en) : Flick
- R.D. Robb (en) (VF : Odile Schmitt) : Schwartz
- Tedde Moore (en) (VF : Monique Thierry) : Mlle Shields
- Yano Anaya : Grover Dill
- Zack Ward : Scut Farkus
- Jeff Gillen (VF : Philippe Dumat) : Le Père Noël
- Leslie Carlson (VF : Mario Santini) : Le vendeur de sapins
- Jean Shepherd (en) (VF : Jean-Luc Kayser) : Ralphie adulte (voix)

## Distinctions

### Nominations
- Writers Guild of America, USA, 1984 : 
  - Jean Shepherd (en), Leigh Brown, Bob Clark - Best Comedy Adapted from Another Medium
- Young Artist Awards, 1985 :
  - Ian Petrella (en) - Best Young Supporting Actor in a Motion Picture Musical, Comedy, Adventure or Drama
  - Peter Billingsley - Best Young Actor in a Motion Picture - Musical, Comedy, Adventure or Drama

### Récompenses
- National Film Preservation Board, USA, 2012
- Prix Génie, 1984 :
  - Bob Clark - Best Achievement in Direction
  - Jean Shepherd (en), Leigh Brown, Bob Clark - Best Screenplay

## Anecdotes
- Jean Shepherd, l'auteur du roman dont s'inspire le film, fait un caméo dans la file du Père Noël : c'est l'homme qui montre à Ralphie l'autre bout de la file d'attente.
- La chaîne câblée américaine Turner Network Television détient les droits de diffusion du film, et le programme à chaque Noël 12 fois d'affilée en 24 heures, une tradition nommée Le Marathon.
- Plusieurs suites ont été tournées avec des succès moindres et des castings différents, seuls Jean Shepherd (narrateur) et Tedde Moore (l'institutrice) reprenant leurs rôles respectifs.
- En 2022, Legendary et Warner Bros développe une suite pour HBO Max. Intitulé A Christmas Story Christmas, Peter Billingsley reprend son rôle de Ralphie Parker[1].